# Herunen
Herunen és un poble de la part nord del municipi de Nurmijärvi a Uusimaa, Finlàndia. A finals de 2011, hi havia 535 habitants en aquesta petita zona urbana, que travessava la frontera municipal entre Nurmijärvi i Hyvinkää, dels quals 531 vivien a Nurmijärvi i 4 a Hyvinkää. Herunen es troba a Lohjanharju (part del Salpausselkä), a uns 50 metres sobre el nivell del mar. Des d'Herunen cap al nord-est cap a Hyvinkää, es trobaran l'antiga carretera Hèlsinki – Hämeenlinna i l'actual carretera regional 130. Al sud, cap al poble veí Rajamäki, trobareu la carretera 25, per la qual podeu arribar a Hanko i Hyvinkää.
El poble no té la seva pròpia escola i guarderia, però els nens van a l'escola a Rajamäki. La parròquia de Nurmijärvi lloga l'antic quiosc d'Herunen al club esportiu i organitza activitats del club al quiosc. Al costat del quiosc surten les rutes de senderisme de la zona esportiva Kiljavannummi. Es troba a uns set quilòmetres des del quiosc fins al centre de golf de Kytäjä. Durant la primavera i l'estiu del 2018, es va completar un nou camp de disc golf de 18 carrils a gran escala a la zona d'Herunen i es va posar en funcionament a la tardor.